# 昆卡帕塔山
13°45′45″S 71°03′37″W / 13.76250°S 71.06028°W

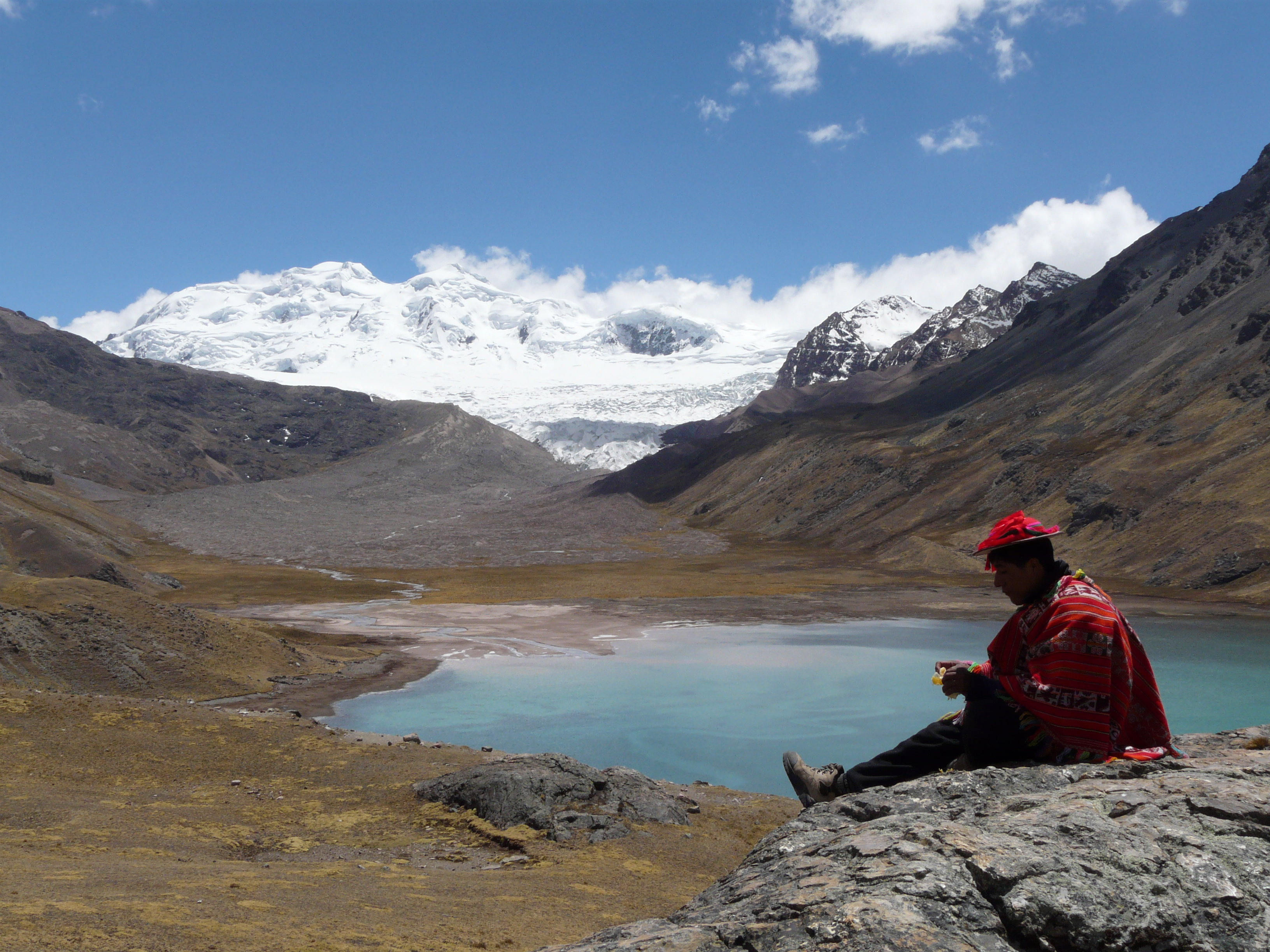

昆卡帕塔山（Cuncapata），是秘魯的山峰，位於該國東南部庫斯科大區，由坎奇斯省的皮圖馬卡區負責管轄，屬於韋爾卡努塔山脈的一部分，海拔高度約5,400米。